# رسول شاهسونی
رسول شاهسونی (به انگلیسی: Rasool Shahsevani)، مخترع، نخبه، مؤلف، کارآفرین، پژوهشگر ملی و بین‌المللی، تنها دارنده مدال طلای جهانی فناوری‌های پیشرفته رباتیک و مکاترونیک و جایزه ویژه توسعه همکاری‌های علمی و صنعتی در اتّحادیه اروپا است. دانش‌آموخته دکتری مهندسی مکانیک با گرایش رباتیک و بیومکاترونیک در فناوری‌های پیشرفته و نوین دانشگاه ارلانگن_نورنبرگ آلمان، به‌عنوان پژوهشگر ملی و بین‌المللی ایرانی و جوان برتر ایران است.
شاهسونی در سطوح ملی و بین‌المللی مورد تقدیر قرار گرفته است. وِی همچنین داوری جشنواره‌های فنّ بازار، مسابقات اختراعات و رباتیک در میدان‌های جهانی را در کارنامه خود داشته است. رسول شاهسونی، متولد ۹ فروردین ۱۳۶۷ در شهرستان استهبان استان فارس و اکنون ساکن آلمان است.
جشنواره‌های فنّ بازار درخشان دانشگاه و فارغ‌التحصیل هم‌زمان در دو رشته کارشناسی رشته‌های مهندسی مکانیک و مهندسی کامپیوتر، کارشناسی ارشد مهندسی مکانیک از دانشگاه تربیت مدرس تهران و عضو شورای راهبردی نخبگان است. علاوه بر کسب مدال‌های متعدد جهانی از جمله مدال طلای جهانی ارشمیدس روسیه مهم‌ترین رتبه‌ها و جوایز ملی او رتبه اول کشور در جشنواره جوان برتر مخترع و مبتکر بخش مکانیک و هوا فضا، تحت حمایت بنیاد ملی نخبگان، رتبه اول کشوری جشنوارهٔ جوان برتر بخش فنی و مهندسی و طی مراسم رسمی در برج میلاد، از سوی وزارت ورزش و جوانان موفق به دریافت نشان برترین جوان ایران گردید. همچنین در تحصیلات دانشگاهی و علمی از سوی وزارت علوم، تحقیقات و فنّاوری به عنوان دانشجوی نمونه کشور انتخاب و توسط ریاست جمهوری اسلامی ایران، وزیر علوم و وزیر بهداشت مورد تقدیر قرار گرفت.
وی پژوهشگر فناوری‌های پیشرفته و نوظهور در تعامل با دانشگاه‌های سطح اول اروپا و آمریکا از جمله دانشگاه ام ای تی است و با شرکت‌های صنعتی آلمان از جمله شرکت زیمنس و بی ام و همکاری دارند. شاهسونی دبیر بین‌المللی جایزه بزرگ اختراعات ایران است و در حوزه‌های صنعتی و پژوهشی بنیان‌گذار مجتمع آموزشی پژوهشی رباتکنیک در زمینه‌های رباتیک، الکترونیک، مکاترونیک و کامپیوتر بوده و سخنرانی‌های متعدّدی در مجامع بین‌المللی و شبکه‌های مختلف تلویزیونی داشته و موفق به ثبت بیش از ده‌ها اختراع برگزیده گردیده است. در سال‌های ۱۳۸۹ الی ۱۳۹۱، از سوی معاونت ریاست جمهوری اسلامی ایران به‌عنوان جوان کارآفرین برتر کشور انتخاب و معرفی گردید.

## دستاوردهای ملی و بین‌المللی
در مسابقات اختراعات، جشنواره فن بازار و رباتیک جهانی به عنوان داور و عضو علمی حضور داشته و سوابق وی شامل:مدال طلای جهانی فناوری‌های پیشرفته رباتیک و مکاترونیک ۲۰۱۶ و جایزه ویژه توسعه همکاری‌های علمی و صنعتی در اتحادیه اروپا. کسب مدال طلا در مسابقات جهانی اختراعات ۲۰۱۱ و ۲۰۱۲ ارشمیدس روسیه در شهر مسکو. کسب مدال و جایزه ویژه مسابقات اختراعات جهانی از سوی انجمن مخترعان کشور لهستان. کسب مدال نقره در مسابقات اختراعات غرب آسیا در ایران جزیره کیش سال ۲۰۱۰. کسب مدال و جایزه ویژه مسابقات اختراعات جهانی از سوی نماینده کشور تایوان ۲۰۱۰. کسب مدال نقره در مسابقات و نمایشگاه جهانی اختراعات ۲۰۱۱ ارشمیدس روسیه در شهر مسکو. کسب مقام سوم، مدال برنز و دیپلم افتخار مسابقات و نمایشگاه بین‌المللی و تخصصی اختراعات ۲۰۰۹ نورنبرگ آلمان. کسب مقام و دیپلم افتخار در مسابقات و نمایشگاه بین‌المللی و تخصصی اختراعات ۲۰۰۹ سئول کره جنوبی. کسب مدال برنز و مقام سوم در مسابقات و نمایشگاه جهانی اختراعات ۲۰۱۱ ارشمیدس روسیه در مسکو هستند.
مهم‌ترین رتبه‌ها و جوایز ملی او رتبه اول کشور در جشنواره جوان برتر مخترع و مبتکر بخش مکانیک و هوا فضا، تحت حمایت بنیاد ملی نخبگان، رتبه اول کشوری جشنواره جوان برتر بخش فنی و مهندسی، رتبه اول اختراعات دانشجویی سراسر کشور و همچنین در تحصیلات دانشگاهی و علمی از سوی وزارت علوم، تحقیقات و فناوری به عنوان دانشجوی نمونه کشور انتخاب و توسط ریاست جمهوری اسلامی ایران، وزیر علوم و وزیر بهداشت مورد تقدیر قرار گرفت و موفّق به دریافت نشان برترین جوان ایران گردید.

## افتخارات رباتیک و بیومکاترونیک
در فناوری‌های نوین و پیشرفته علاوه بر کسب مدال طلای جهانی در رباتیک، ساخت نخستین سامانه اتوماسیون بیومکاترونیک و رباتیک هوشمند برای دویدن افراد کم بینا و نابینایان یکی از طرح‌های جدید و مدرن جهانی است که توسط او انجام شده؛ شرکت و کسب مقام در مسابقات بین‌المللی آلمان (German Open 2010) در لیگ شبیه‌ساز سه‌بعدی، همچنین شرکت و کسب مقام در پنجمین دوره مسابقات بین‌المللی ربوکاپ ایران اپن در لیگ مین یاب اتوماتیک و جشنواره خوارزمی و همچنین استاد راهنما و سرپرست تیم رباتیک شهید چمران در مسابقات کشوری از جمله افتخارات وی بوده است.

## اختراعات و مراجع
- اختراع باتری تمام اتوماتیک و تنظیم‌کننده هوشمند در باتری‌ها[۲۷]
- اختراع سوپر دروگر سواری ثبت اختراع در دفتر روزنامه رسمی و منتشر شده در سایت جشنواره ارشمیدس روسیه[۲۸][۲۹]
- اختراع نخبه شیرازی برای نابینایان جهانی شد (روزنامه همشهری فارس ۲۰ بهمن ۹۵)[۳۰][۳۰][۳۱]
- طراحی و ساخت دروگر هوشمند و چند منظوره مکاترونیکی که یک سامانه خودکار است[۳۲]
- اختراع ماشین برداشت عدس و طراحی مکانیزم مکاترونیک منتشر شده در پژوهشگاه علوم و فناوری ایران از وزارت علوم، تحقیقات و فناوری[۳۳]

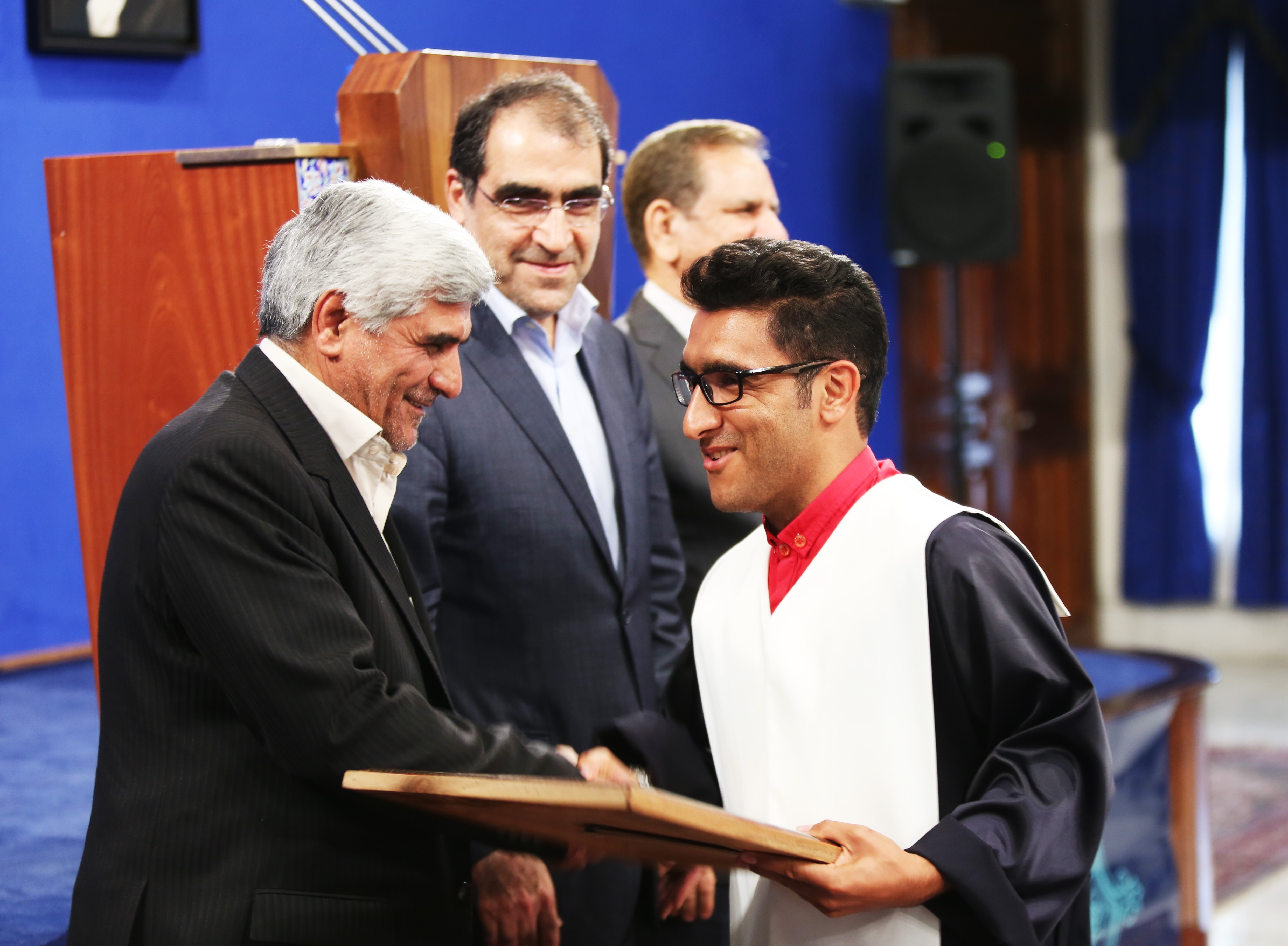
اهدای جایزه ریاست جمهوری اسلامی ایران_ در عکس معاون اول رئیس‌جمهور، وزیر بهداشت و وزیر علوم، تحقیقات و فناوری، تهران

## مجامع علمی
حضور در مجامع علمی و آموزشی و دارای مقالات علمی و تألیف کتاب است. پیرو موفقیت‌های علمی و تحصیلی موفق به کسب دانشجوی نمونه کشوری از سوی وزارت علوم، تحقیقات و فناوری و ریاست جمهوری، مقام اول کشوری رشته مکانیک صنایع (پلی مکانیک) در هشتمین دورهٔ مسابقات ملی مهارت سازمان فنی و حرفه‌ای کشور و راهیابی به اردوی مسابقات جهانی کانادا، دریافت تندیس بلورین ویژه هشتمین دوره مسابقات ملی مهارت کشوری سازمان فنی حرفه‌ای شده‌اند و عضو کمیته داوری و کارشناس کشوری مسابقات ملی مهار در رشته مکاترونیک سازمان فنی و حرفه‌ای در کشور داشته.

## اجرایی و سمت‌ها
دبیر بین‌الملل جایزه بزرگ اختراعات ایران و استاد دانشگاه سخنران کارگاه‌های تجاری سازی فناوری، استارتاپ‌ها، اختراعات و شرکت‌های دانش بنیان است مسئولیت‌هایی مانند عضو هیئت علمی و شورای سیاست‌گذاری جایزه بزرگ اختراعات ایران، دبیر روابط بین‌الملل خانه تکنولوژی ایران با دانشگاه‌های برتر اروپا، عضو شورای راهبردی نخبگان مؤسس و دبیر انجمن علمی مهندسی مکانیک دانشگاه تربیت مدرس تهران عضو شورای سیاستگذاری رباتیک و دبیر باشگاه نخبگان دانشگاه پیام نور کشور مؤسس مجتمع آموزشی و پژوهشی ربوتکنیک در فناوری‌های پیشرفته و ناظر ارشد داوران چهارمین المپیاد رباتیک دانشگاه پیام نور کشور را بر عهده داشته است.

## کارآفرینی و تجاری سازی
در حوزه‌های صنعتی و پژوهشی با تأسیس شرکت دانش بنیان در حوزه تجاری سازی اختراعات و تأسیس مجتمع آموزشی پژوهشی ربوتکنیک در زمینه‌های رباتیک، الکترونیک، مکاترونیک و کامپیوتر فعالیت داشته و به عنوان پیشتاز بومی سازی دانش علمی، تجاری سازی اختراعات را در ایران شروع کرده و توانسته عنوان جوان کارآفرین برتر کشور از سوی وزارت ورزش و جوانان در جشنوارهٔ حضرت علی اکبر در سال ۱۳۹۱ جوان کارآفرین برتر کشور در سال ۱۳۸۹ از سوی معاون رئیس‌جمهور و رئیس سازمان ملی جوانان برگزیده و رتبه اول مسابقات طرح کسب و کار دانشجویی پارک علم و فناوری برگزیده جشنواره ملی دانشجوی کارآفرین برتر دانشکده کارآفرینی دانشگاه تهران و منتخب بورس ایده در جشنواره ملی و بین‌المللی فن آفرینی شیخ بهایی را کسب نماید.

## جشنواره‌های و نمایشگاه‌ها
حضور در نمایشگاه‌ها و مسابقات جهانی اختراعات از جمله کشورهای آلمان، سوییس، رومانی، کرواسی، روسیه، مجارستان، مالزی، کره جنوبی داشته و ضمن راه اندازی استارتاپ‌های موفق به تجاری سازی اختراعات خود در زمینه فناوری‌های نوین و پیشرفته روباتیک در بخش‌های مختلف شهری به ویژه زیباسازی و منظر شهری در سازمان شهرداری پرداخته است دبیر بین‌الملل جایزه بزرگ اختراعات ایران و همایش‌های علمی در دانشگاه بوده و رتبه در همایش ملی نخبگان در سالن اجلاس سران کشورهای اسلامی دارد برگزیده جشنواره ملی نوآوری و شکوفایی و نمایشگاه بزرگ اختراعات و نوآوری‌های ایران و در همایش و نمایشگاه مجلس شورای اسلامی (خانه ملّت بهارستان) در سال نوآوری و شکوفایی برگزیده گردیده است.

## مصاحبه‌های تلویزیونی
شاهسونی در اسفند ماه سال ۱۳۹۵ در برنامه زنده گفتگوی ۲۰ خبری شبکه چهار در صدا و سیمای ایران شرکت کرد و با عنوان دبیر بین‌الملل در رابطه با جایزه بزرگ اختراعات ایران و لزوم ایجاد زیر ساخت علمی و خط فکری برای نخبگان و مخترعان و تجاری سازی اختراعات در کشور تأکید کرد. همچنین در هفتم اسفند ماه ۹۵ از سوی برنامه زنده شب پارسی از سوی شبکه فارس صدا و سیمای جمهوری اسلامی ایران دعوت شد و در گفتگوی این برنامه شرکت کرد. در سال ۹۴ به برنامه علمی باهمستان از سوی شبکه جام جم دعوت گردیدند و در مورد آینده فناوری‌های پیشرفته و نوین در دنیا و تکنولوژی‌های رباتیک و مکاترونیک صحبت کردند.